# Doris Schröder-Köpf
Doris Maria Schröder-Köpf, nata Köpf (Neuburg an der Donau, 5 agosto 1963), è una giornalista e politica tedesca, è stata la quarta moglie dell'ex cancelliere federale Gerhard Schröder.

## Biografia
Köpf è cresciuta a Tagmersheim vicino a Donauwörth, figlia di un maestro meccanico e di una casalinga, ha un fratello. Dal 1973 al 1982 ha frequentato il St.-Bonaventura-Gymnasium a Dillingen an der Donau, dove ha conseguito il diploma di scuola superiore.
Köpf è stata corrispondente parlamentare di Bild. Ha anche lavorato come giornalista per il settimanale Focus; tuttavia ha restituito la sua tessera stampa dopo l'elezione di suo marito.
Divorziata da un precedente matrimonio, da cui è nata Klara nel 1991, Doris Köpf ha sposato nel 1997 il politico Gerhard Schröder, divenendo così la sua quarta moglie. La coppia ha due figli adottivi, Viktoria (2004) e Gregor (2006), originari di San Pietroburgo (Russia).
La stampa nel marzo 2015 annuncia la separazione della coppia Schröder. Nel 2016, ha iniziato una relazione con il ministro degli interni della Bassa Sassonia Boris Pistorius.

## Carriera politica
È membro del Partito Socialdemocratico di Germania (SPD). Nel gennaio 2012, ha annunciato l'intenzione di candidarsi alle elezioni statali in Bassa Sassonia del 2013;; essa, tuttavia, ha perso le primarie nel distretto di Hannover-Döhren.
Infine, candidata in questa circoscrizione elettorale, non è stata eletta al ballottaggio, comparendo al dodicesimo posto nell'elenco regionale. Con le elezioni anticipate del 2017 è stata eletta con il 38% dei voti al Landtag della Bassa Sassonia.